# 서귀포산업과학고등학교
서귀포산업과학고등학교(西歸浦産業科學高等學校)는 대한민국 제주특별자치도 서귀포시 상효동에 있는 공립 고등학교이다.

## 학교 연혁
- 1936년 5월 : 제주공립농업실수학교 개교
- 1946년 10월 : 서귀공립초급중학교로 승격
- 1950년 4월 : 서귀공립농업중학교로 승격
- 1951년 8월 : 서귀농림고등학교로 승격
- 1957년 5월 : 서귀포시 서홍동 401번지 이설
- 1969년 11월 : 서귀농업고등학교로 교명 변경
- 1979년 2월 : 현위치(서귀포시 상효동 1263)로 이설
- 1999년 3월 : 서귀포산업과학고등학교로 교명 변경
- 2012년 11월 : 특허청 지정 「발명 · 특허 특성화고등학교」선정
- 2013년 10월 : 농림축산식품부 지정 「말산업 전문인력 양성기관」 선정
- 2019년 6월 : 학칙변경 자영생명산업과 6학급, 자영말산업과 3학급, 통신전자과 6학급, 인테리어디자인과 3학급, 자동차과 3학급(21학급)
- 2019년 7월 : 정보통신 인력양성 군특성화고(국방부 지정)
- 2024년 12월 31일 : 제73회(연87회) 졸업식 졸업생 116명(총 졸업생 수 12,859명)
- 2025년 3월 1일 : 제27대 문경삼 교장 부임
- 2025년 3월 4일 : 2025학년도 입학생 107명

## 설치 학과
- 인테리어디자인과
- 통신전자과
- 자동차과
- 자영생명산업과
- 자영말산업과
- 스마트에너지설비과

## 참고 자료
- 서귀포산업과학고등학교 - 한국교육학술정보원 학교알리미